# Vaccin à sous-unités

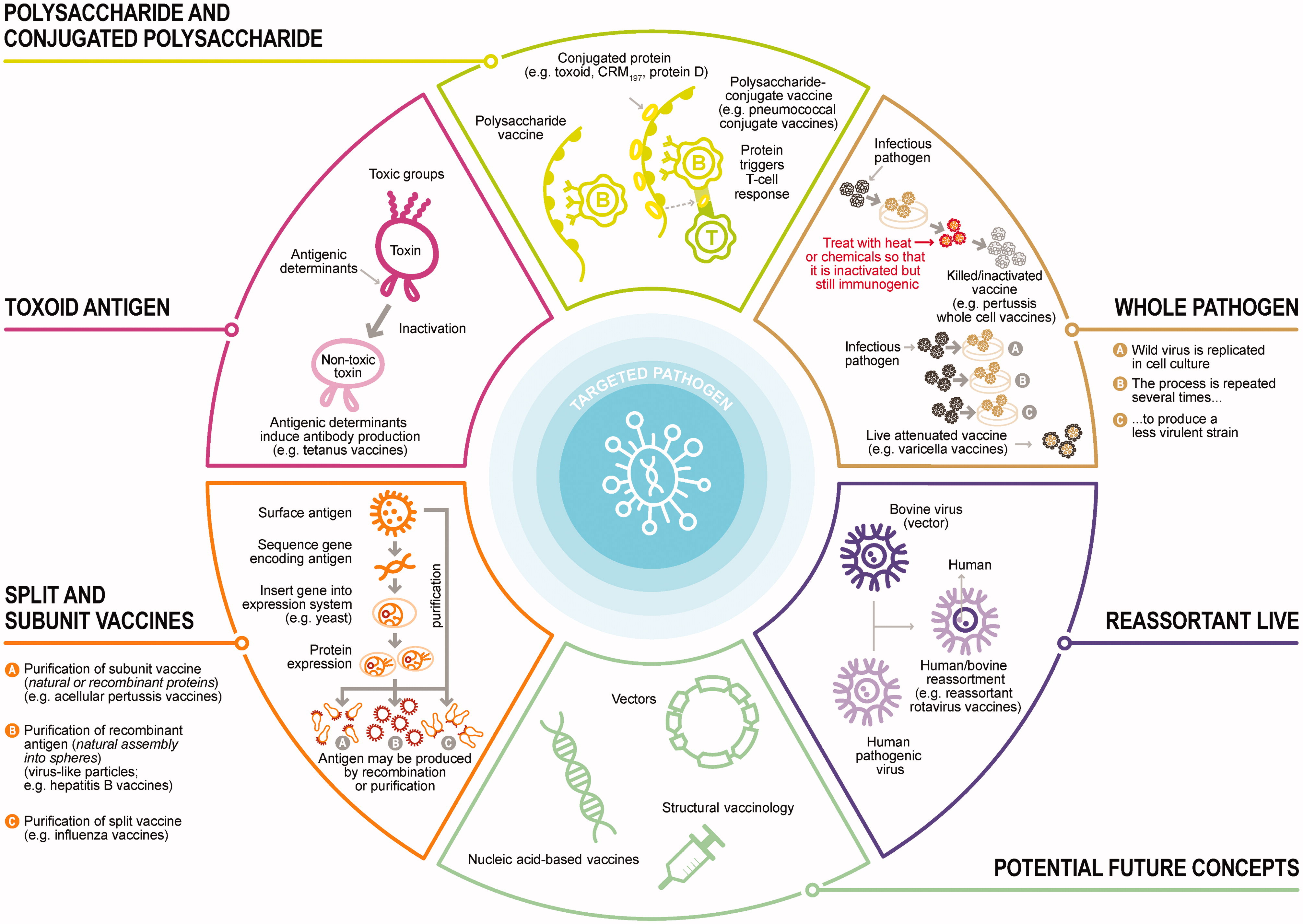
Différents types de vaccins. Les vaccins peuvent être produits en utilisant différents procédés. Les vaccins peuvent contenir des agents pathogènes vivants atténués (généralement des virus), des agents pathogènes entiers inactivés, des toxoïdes (une forme inactivée de la toxine produite par les bactéries qui causent la maladie) ou des parties des agents pathogènes (par exemple, des protéines naturelles ou recombinantes, des polysaccharides, des polysaccharides conjugués ou des particules de type virus).

Un vaccin à sous-unités ou vaccin sous-unitaire est un vaccin qui contient des parties purifiées d'agents pathogènes qui sont antigéniques ou nécessaires pour induire une réponse immunitaire protectrice,.
Au contraire d'un vaccin à virus atténué ou à virus inactivé, il ne contient que les parties antigéniques telles que des sous-unités protéiques, des polysaccharides, ou des peptides.
Puisqu'il ne contient aucune partie « vivante » de l'agent pathogène, il n'y a aucun risque qu'il introduise la maladie, il est plus sécuritaire et plus stable qu'un vaccin qui contient le pathogène complet.
Il présente deux autres avantages : la technique de production est bien documentée au XXIe siècle et il est efficace pour les personnes immunosupprimée.
Sa création, sa production et son inoculation présente des désavantages : la recherche de la bonne combinaison de fragments antigéniques exige du temps, il est plus complexe à fabriquer que certains vaccins à ARN, il peut exiger des adjuvants immunologiques pour augmenter son efficacité et des doses de rappel peuvent être nécessaires pour la même raison.
Les vaccins polyosidiques (= polysaccharidiques) activent les seuls lymphocytes B. Ils ne sont pas efficaces avant l'âge de deux ans. Ils ont une faible réponse mémoire et nécessitent plus de rappels,.
Les vaccins dit conjugués, sont des vaccins sous-unitaires qui lient chimiquement des antigènes faiblement immunisants (généralement des polysaccharides) à des protéines porteuses (ex: anatoxines tétaniques ou diphtériques) pour les rendre plus immunogènes,. Par contraste les vaccins purement polyosidiques sont souvent qualifiés de « non-conjugués ».